# La Nation bretonne
La Nation Bretonne est un mensuel autonomiste breton créé en janvier 1970 par Glenmor, Xavier Grall et Alain Guel. Xavier Grall y écrit.
La Nation Bretonne veut se démarquer d'une presse autonomiste comme L'Avenir de la Bretagne (organe du MOB) ou Le Peuple breton (organe de l'Union démocratique bretonne)[réf. nécessaire].
Le journal porte en sous-titre la mention « périodique politique, satirique et culturel ».
Édité à Glomel, le journal est imprimé à Rostrenen par Martial Pezennec.